# Setesdalmuseum
Setesdal Museum (Setesdalsmuseet) is een streekmuseum sinds 1935 in het Setesdal in de provincie Aust-Agder in het zuiden van Noorwegen.
Er is veel te zien van de leefwijze uit de regio van Bykle, Valle, Bygland, Evje og Hornnes en Iveland.
Het administratieve deel ligt in Rysstad behorende bij de gemeente Valle.
Museumdirecteur is Anna Stella Karlsdottir.